# Луганський симфонічний оркестр
Луганський симфонічний оркестр, з 2006 — Академічний симфонічний оркестр Луганської обласної філармонії. Організований улітку 1945. 1-й концерт ЛСО відбувся в листопаді 1945 під орудою С. Ратнера. До 1958 і в 1970—80-х — Ворошиловградський симфонічний оркестр.
Лауреат премії ім. «Молодой гвардии», дипломант Всесоюзного огляду-конкурсу (обидва — 1977). Поміж художніх керівників — С. Ратнер, з. а. Вірменії Р. Каспаров, Ю. Олесов, В. Костриж, В. Леонов, Р. Нігматуллін (Нігаматуллін), Н. Пономарчук. Орк. виступав під керівництвом: К. Етті (Австрія), В. Кожухаря, К. Кондрашина, Н. Рахліна, К. Симеонова, С. Турчака. В 2000-х роках з оркестром працювали К. Шмід (Австрія) і С. Черняк.
На початку 2000-х оркестр брав участь у міжнародному конкурсі диригентів у Відні, Міжнародному фестивалі ім. Д. Менотті (Італія), п/к К. Моосмана (Швейцарія) зробив запис Симфонії № 7 Г. Канчелі (виконання високо оцінено автором).
У 2015 році, через рік після окупації Луганська терористами ЛНР, оркестр разом із філармонією було евакуйовано до Сєвєродонецька.. Оркестр постійно виступає у залі Сєвєродонецького музичного училища. Колектив очолив Євген Тутевич.
В той же час значна частина музикантів оркестру залишилася працювати в окупованому Луганську в закладі, що у підконтрольних сепаратистам джерелах іменується як ГУК ЛНР «Луганская филармония».